# 布拉夫角
布拉夫角（英語：Bluff Point）是南極洲海岬，位於南喬治亞群島，處於克雷吉角西南面的露脊鯨灣，在1930年由英國研究隊繪入地圖，由英國海外領土管轄。